# Silvano Vos
Silvano Cliff Robbie Vos (* 16. März 2005 in Amsterdam) ist ein niederländisch-surinamischer Fußballspieler, der aktuell in der zweiten Mannschaft des AC Mailand spielt.

## Karriere

### Verein
Vos begann seine fußballerische Ausbildung bei der AVV Zeeburgia, ehe er 2012 in die Jugendakademie von Ajax Amsterdam wechselte. In der Saison 2020/21 spielte er seine ersten Spiele mit den B-Junioren, der U17 Ajax Amsterdams. In der Saison 2021/22 gehörte er bereits dem U19-Team, also den A-Junioren des Klubs an und spielte mit denen unter anderem auch in der UEFA Youth League. Am 4. Februar 2022 (25. Spieltag) debütierte er nach später Einwechslung für Jong Ajax bei einem 2:1-Sieg über die zweite Mannschaft von AZ Alkmaar.
Im Sommer 2024 wechselte er in die zweite Mannschaft des AC Mailand.

### Nationalmannschaft
Vos spielte bislang für mehrere Juniorenauswahlen der Niederlande.